# Ypecolsga
Ypecolsga est un village de la commune néerlandaise de Súdwest Fryslân, dans la province de Frise. Son nom en frison est Ypekolsgea.

## Géographie
Le village est situé au sud de Woudsend, sur la rive du lac de Sloten.

## Histoire
Ypecolsga fait partie de la commune de Wymbritseradiel jusqu'au 1er janvier 2011, où celle-ci est supprimée et fusionnée avec Bolsward, Nijefurd, Sneek et Wûnseradiel pour former la nouvelle commune de Súdwest-Fryslân.

## Démographie
Le 1er janvier 2017, le village comptait 50 habitants.